# Сауль Альварес — Джермелл Чарло
Бій Сауль Альварес — Джермелл Чарло (англ. Saul Alvarez vs Jermell Charlo) з назвою «Абсолют проти абсолюта» (англ. Undisputed vs Undisputed) — професійний боксерський поєдинок між чемпіоном IBF, WBA Super, WBC та WBO у другій середній вазі Саулем Альваресом та чемпіоном IBF, WBA Super, WBC та WBO у першій середній вазі Джермеллом Чарло. Бій відбувся 30 вересня 2023 року на Ті-Мобіл Арені у Лас-Вегасі (штат Невада, США). Вперше в історії боксу між собою бились 2 чинні абсолютні чемпіони. Переможцем поєдинку і водночас абсолютним чемпіоном у другій середній вазі став Сауль Альварес.

## Передумови
Сауль Альварес (59-2-2, 39 КО) став професіоналом у 2005 році. Чемпіон у чотирьох вагових категоріях, Канело здолав багатьох зірок боксу, включаючи Шейна Мослі (UD 12), Мігеля Котто (UD 12) та Геннадія Головкіна (SD 12, MD 12, UD 12). Після другого поєдинку проти казахстанського боксера Канело змінив вагову категорію, а у 2021 став абсолютним чемпіоном у другій середній вазі, здолавши технічним нокаутом в 11-у раунді Калеба Планта. Після цього мексиканець вирішив поборотися за титул WBA Super у напівважкій вазі, проте зазнав другої поразки у кар'єрі, поступившись одностайним рішенням Дмитро Біволу (113—115, 113—115, 113—115). До цього Канело програвав лише 1 раз, коли у 2013 році не зміг здолати Флойда Мейвезера. Востаннє представник Мексики виходив на ринг 6 травня 2023 року, коли здолав одностайним рішенням Джона Райдера.
Джермелл Чарло (35-1-1, 19 КО) дебютував на професійному ринзі у 2007 році. У 2016 році уродженець Ричмонду здолав Джона Джексона (KO 8), тим самим здобувши титул WBC у першій середній вазі. Програвши титул Тоні Гаррісону (UD 12) в 2018 році, Чарло повернув його через рік, здолавши у реванші представника Американських Віргінських Островів нокаутом в одинадцятому раунді. У 2020 році Чарло здобув перемогу над Джейсоном Росаріо в поєдинку за титули WBA Super, IBF та The Ring в першій середній вазі. У 2021 Джермелл провів бій за абсолютне чемпіонство у своїй ваговій категорії проти Браяна Кастаньйо, проте поєдинок завершився нічиєю розділеним рішенням.
У матчі-реванші в травні 2022 року Чарло переміг Кастаньйо нокаутом в 10 раунді і став абсолютним чемпіоном у першій середній вазі. Після цього Джермелл повинен був провести бій проти Тіма Цзю, проте травмувався і поєдинок було скасовано.

## Перебіг поєдинку
Протягом першої половини першого раунду боксери придивлялись один до одного. Згодом Канело почав притискати суперника до канатів. Чарло боксував занадто пасивно.
У 3-у раунді ефективніше почав працювати джеб претендента. Проте мексиканець зміг перехопити ініціативу та зайняти центр рингу. Джермелл намагався йти в клінч, проте Альварес був сильнішим в боротьбі.
Джермелл добре розпочав четверту трихвилинку, проте зразу ж втратив перевагу. Сауль проходив успішні атаки лівими хуками по печінці.
5-й раунд Альварес провів краще ніж Канело, проводячи регулярні успішні ліві контрхуки.
В сьомому раунді Альварес влучив спочатку правим прямим, а потім додав аперкотом. Через це американцю довелось взяти коліно.
Наступні раунди пройшли з перевагою Сауля Альвареса.

## Суддівські записки
| Суддя           | Боксер         | 1  | 2  | 3  | 4  | 5  | 6  | 7  | 8  | 9  | 10 | 11 | 12 | Загалом |
| --------------- | -------------- | -- | -- | -- | -- | -- | -- | -- | -- | -- | -- | -- | -- | ------- |
| Макс ДеЛука     | Сауль Альварес | 10 | 10 | 10 | 10 | 9  | 10 | 10 | 10 | 9  | 10 | 10 | 10 | 118     |
| Макс ДеЛука     | Джермелл Чарло | 9  | 9  | 9  | 9  | 10 | 9  | 8  | 9  | 10 | 9  | 9  | 9  | 109     |
|                 |                |    |    |    |    |    |    |    |    |    |    |    |    |         |
| Девід Сазерленд | Сауль Альварес | 10 | 10 | 10 | 10 | 9  | 10 | 10 | 10 | 9  | 10 | 10 | 10 | 118     |
| Девід Сазерленд | Джермелл Чарло | 9  | 9  | 9  | 9  | 10 | 9  | 8  | 9  | 10 | 9  | 9  | 9  | 109     |
|                 |                |    |    |    |    |    |    |    |    |    |    |    |    |         |
| Стів Вайсфельд  | Сауль Альварес | 10 | 10 | 10 | 10 | 10 | 10 | 10 | 10 | 9  | 10 | 10 | 10 | 119     |
| Стів Вайсфельд  | Джермелл Чарло | 9  | 9  | 9  | 9  | 9  | 9  | 8  | 9  | 10 | 9  | 9  | 9  | 108     |
| Джерело:        |                |    |    |    |    |    |    |    |    |    |    |    |    |         |